# گلتینگ
گلتینگ (به آلمانی: Gelting) یک شهر در آلمان است که در اشلسویگ-فلنسبورگ واقع شده‌است. گلتینگ ۱٬۸۲۴ نفر جمعیت دارد.